# TERCOM

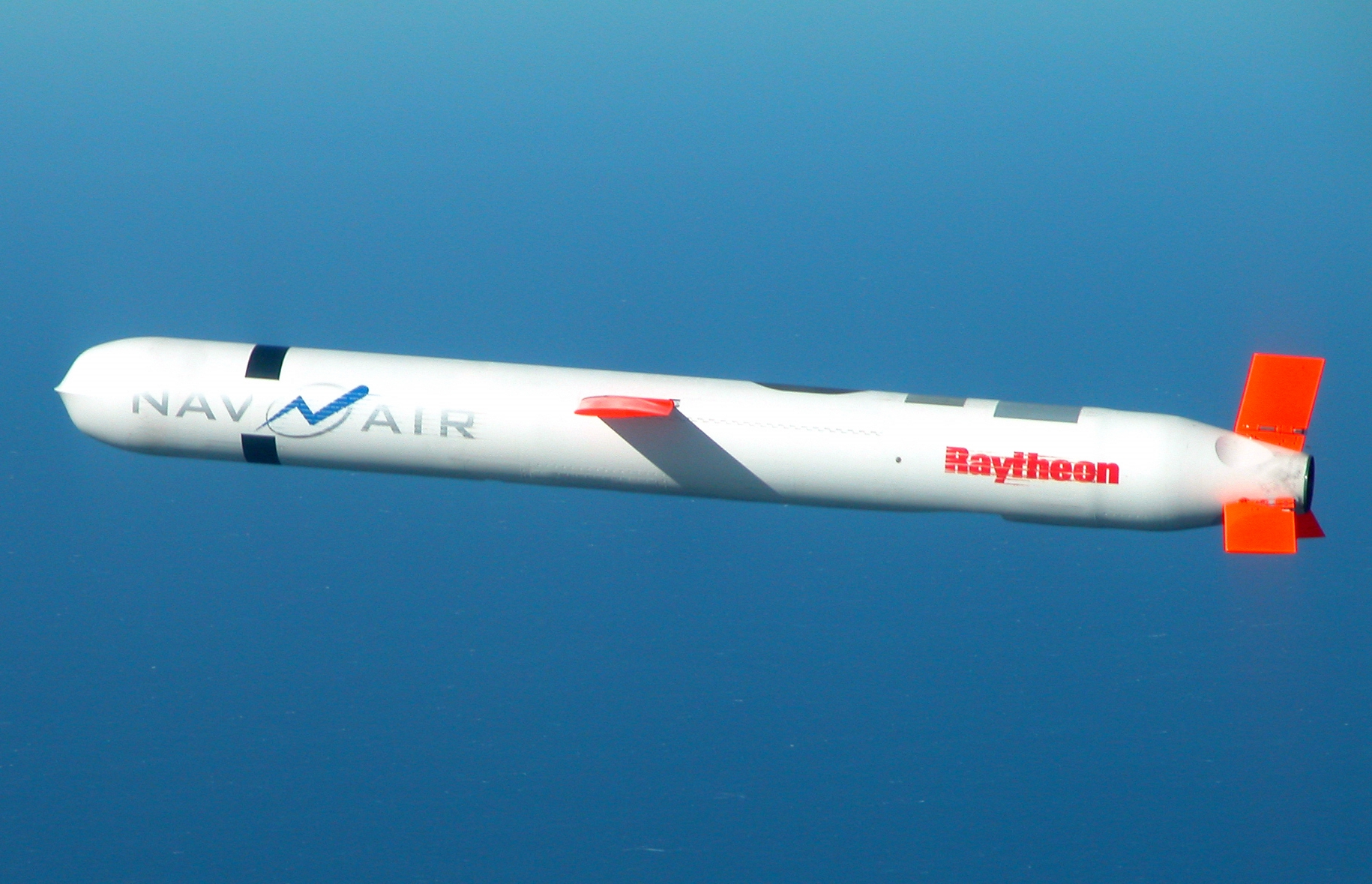
Крылатая ракета Tomahawk Block IV во время летных испытаний ВМС США

ТЕРКО́М (англ. TERCOM — Terrain Contour Matching — букв. отслеживание рельефа местности) — система коррекции траектории крылатых ракет при их наведении, изначально разработанная в США. Позже сходные системы были разработаны и в других странах.
Принцип действия системы состоит в том, что по фотоснимкам, выполненным с помощью разведывательного ИСЗ, составляются карты полета крылатых ракет к различным объектам. Информация о выбранном маршруте закладывается в память бортовой ЭВМ. В районах коррекции эти данные сопоставляются с рельефом местности и автоматически корректируются. Система обеспечивает крылатой ракете полет на малых высотах, применяясь к рельефу местности. Это повышает скрытность, затрудняет обнаружение ракет противником и увеличивает точность их попадания в цель.

## Ракеты, на которых применяется система
США (TERCOM)
- AGM-86
- AGM-129 ACM
- BGM-109 Tomahawk

Норвегия
- Naval Strike Missile

Россия
- Х-55
- Х-101
- Х-555

Китай
- C-602
- C-802

Турция
- SOM (ракета)

Пакистан
- Хатф-VII Бабур